# バターシー城の悪者たち
『バターシー城の悪者たち』（バターシーじょうのわるものたち、Black Hearts in Battersea）は、ジョーン・エイケン作の1964年の児童文学小説、またBBCで放映されたテレビドラマシリーズ。

## 小説
「ウィロビー・チェイスのおおかみ」に続く「おおかみ年代記」シリーズの第2作で、「ウィロビー・チェイスのおおかみ」に登場したサイモンが当作品の主人公となっている。
この小説では、イングランド王ジェームズ3世（老僭王）がイングランドを治世していた18世紀前半に独自設定を加えた設定が使われている。
1986年に出版される「ダイドーと父ちゃん」までの主人公であるサイモンが住む部屋の大家の娘ダイドー・トワイトが初登場する作品でもある。

### あらすじ
孤児のサイモンはロンドンで絵を学ぼうとするが、イギリス国王暗殺を企むハノーバー党の陰謀に巻き込まれてそれが遂行出来なくなってしまう。
物語のラストでダイドーの乗る小舟は難破し、行方不明のまま終わる。物語は次作「ナンタケットの夜鳥」へと続く。

## テレビドラマシリーズ
ジョーン・エイケンの本作を原作として1996年にBBCで製作されたテレビドラマシリーズがある。ジェームス・アンドリュー・ホールが脚本に参加し、8月1日から9月1日までの1ヶ月間放送された。

### スタッフ
- 監督: デビッド・ベル
- 原作: ジョーン・エイケン
- 脚本: ジョーン・エイケン、ジェームス・アンドリュー・ホール

### キャスト
- ジョン・アルトマン - ミッドウィンク
- アネット・バッドランド - ドリー・バックル
- ロジャー・ビズリー - キャプテン・ダーク
- マーク・バーディス - スクリムシャー
- バリー・エワート - ダゲット
- ジョー・グロッシー - ジョビー・パイン
- セライア・アイムリー - バターシーのダッチェス
- フィリップ・ジャクソン - ユータス・バックル
- デンザイル・キルヴィングトン - タム・エヴァンス
- ウィリアム・マンネリング - サイモン
- ロナルド・ピックアップ - バターシーのデューク
- ジョニー・シャノン - サミュエル・コブ
- ジェイド・ウィリアムス - ダイドー・トワイト
- ゲマ・シーリー - ソフィー
- マルコム・スカーツ - ダニエル・コブ
- マッソー・スター - ジャスティン